# Provincia de Espinar
La provincia de Espinar es una de las trece que conforman el departamento del Cuzco en el sur del Perú. Su capital es la ciudad de Yauri.

## Toponimia
Su nombre es un homenaje al teniente coronel Ladislao Espinar Carrera, héroe cuzqueño de la batalla de Dolores durante la guerra del Pacífico.

## Límites
Limita por el norte con la provincia de Canas, por el este con el departamento de Puno, por el sur con el departamento de Arequipa y por el oeste con la provincia de Chumbivilcas.

## Historia

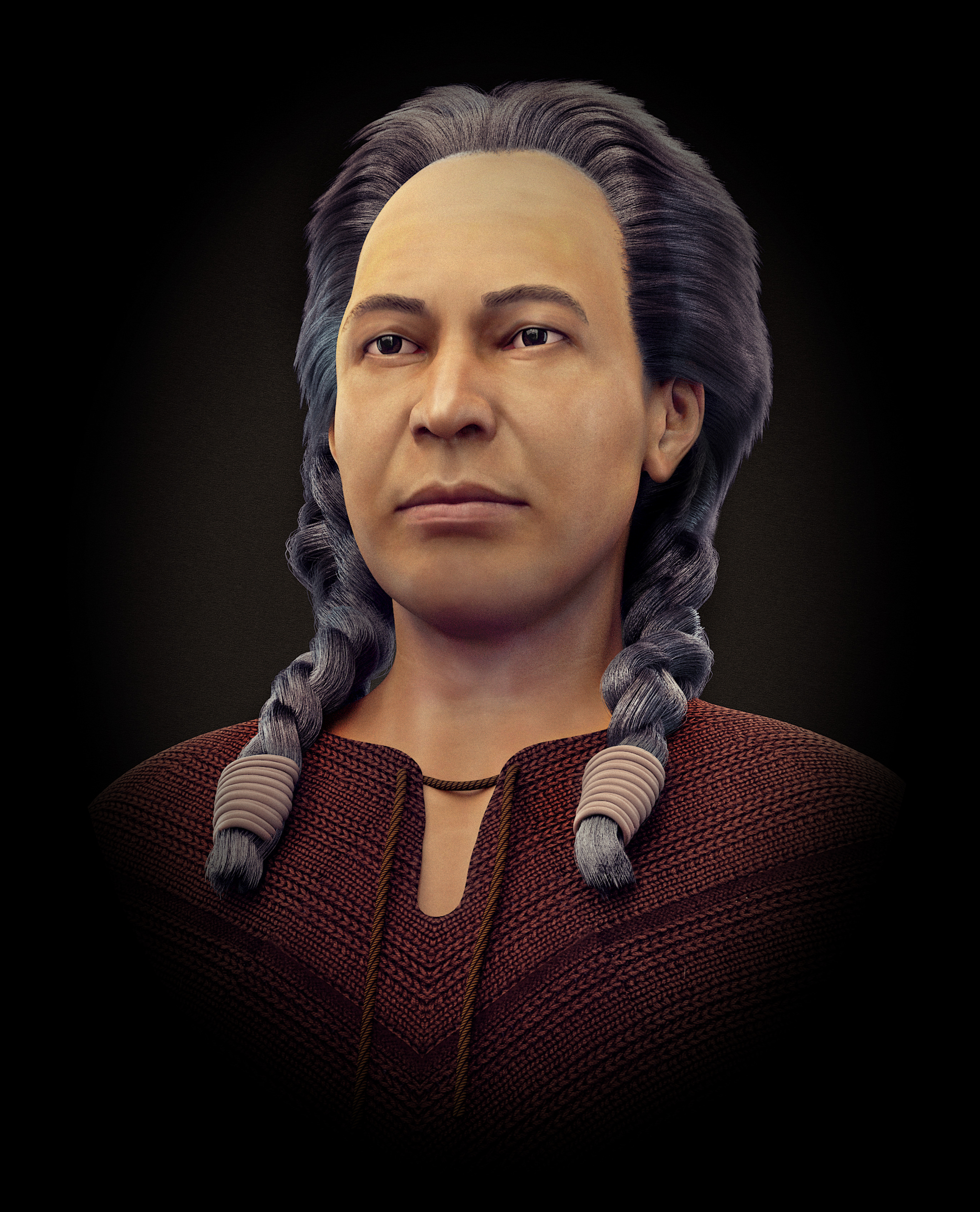
La reconstrucción facial de la señora de K'anamarka

La provincia fue creada mediante ley del 17 de noviembre de 1917.

## Geografía
La provincia tiene una extensión de 4201.51 km² y una altura de 4000 m s. n. m. Geográficamente ubicada en una zona frígida, sus temperaturas oscilan entre –4 °C y 19 °C, dependiendo de la estación. La temporada más propicia para la visita del turismo es de abril a agosto. 
La provincia de Espinar se caracteriza por ser potencia nacional en minería y ganadería. Cerca y dentro de la provincia se encuentran yacimientos mineros de los cuales se extrae principalmente el cobre.

## Distritos
La provincia de Espinar, políticamente, está dividida en ocho distritos:
- Yauri
- Condoroma
- Coporaque
- Ocoruro
- Pallpata
- Pichigua
- Suyckutambo
- Alto Pichigua

## Población
La provincia tiene una población aproximada de 62 069 habitantes al 2020 (INEI).

## Capital
La capital de la provincia Espinar es la ciudad de Yauri, también llamada Espinar.

## Autoridades

### Regionales
- Consejero regional
  - 2023-2026:[1] Werner Salcedo Álvarez (Somos Perú)

### Municipales
- Alcaldesa:[2] Cludy Rosmery Laguna Ccapa, de Autogobierno Ayllu
- Regidores:

1. Julio Constantino Mollohuanca Cruz (Autogobierno Ayllu)
2. Marleny Nifla Llasa (Autogobierno Ayllu)
3. Apolinario Pfacsi Huillca (Autogobierno Ayllu)
4. Ivett Ariana Kana Magaño (Autogobierno Ayllu)
5. Carmen Yeny Vargas Ccolqque (Autogobierno Ayllu)
6. Jesus Percy Holguino Huisa (Autogobierno Ayllu)
7. Denisse Gina Apaza Alfaro (Somos Perú)
8. Ronny Rafael Barra Choque (Somos Perú)
9. Maribel Álvarez Cutipa (partido frente de la esperanza)

## Atractivos turísticos

### Templo de Yauri
Construido aprox. en el año de 1900 d. C. Hecho de piedra con argamasa de barro, su techo es de calamina a dos aguas, contrastando la sencillez de su exterior 
Interiormente exhibe belleza y riqueza, es así que su altar mayor esta finamente labrado en plata, sus columnas tienen capiteles corintios, en sus cornisas se conservan algunos dibujos en alto relieve, nueve altares pequeños complementan la nave, en total se aprecian doce lienzos, se conserva un órgano de gran proporción y antigua factura, el campanario se encuentra en una torre exenta al costado del templo.

### Complejo arqueológico de K'anamarca

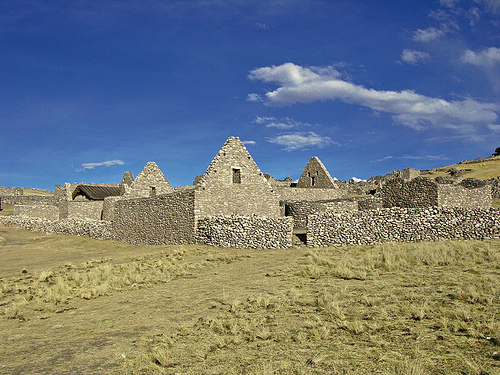
Ruinas de Kanamarca, Espinar, Cusco

A 236 km de Cusco y a 3942 m s. n. m.
Descripción: Conjunto arqueológico de la época preínca, cuya construcción data aproximadamente de 1500 d. C., de estilo rudimentario, el monumento abarca una extensión aproximada de una hectárea, el material empleado es la piedra sin pulir, el estado de conservación es regular, geográficamente se encuentra enclavada en una altiplanicie con escasa vegetación predominando el ichu. Festival folklórico de K'anamarka. 
Tiene como escenario los restos arqueológicos del mismo nombre, se efectúa en el mes de junio. Las danzas tupay, soncconacuy, rodeo pichiguano y k'aminakuy se caracterizan por el colorido en sus vestimentas, movimientos aguerridos, música con acompañamiento de pinkuyllos.

## Fiestas deportivas extremas
Parapente

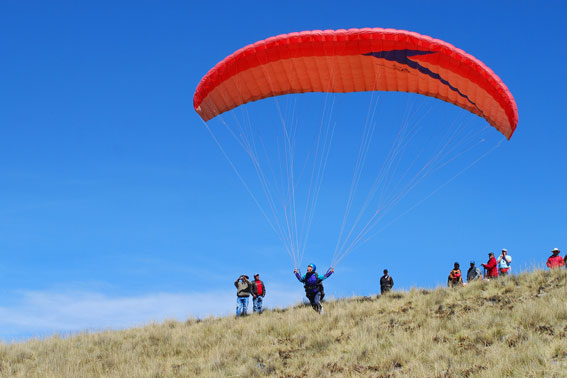
Parapente en Espinar

Espinar tiene pendientes de gran altura para planear en parapentes, Suykutambo es uno de los lugares donde se practica este deporte, frente al atractivo Mauka Llaqta (ciudad vieja) donde se realizó el 2007 en el III Festival Ecodeportivo...

## Fiestas costumbristas

### Manifestaciones religiosas
- Reyes, 6 de enero
- Santa Cruz, 3 de mayo

### Fiestas populares
- danza tupay, temporada de carnaval
- soncconacuy, siembra y cosecha
- rodeo pichiguano

Las danzas citadas son caracterizadas por el colorido en sus vestimentas, movimientos aguerridos, música propia de la ocasión. 
Concerniente al acompañamiento musical, se caracteriza por el empleo del pinkuyllo, bandurria y mandolina, y el canto es generalmente jocoso y de sátira, llamado k' aminacuy.

## Gastronomía

### Platos típicos
Espinar es una provincia ubicado a cerca de los 4000 m s. n. m. La variedad de sus platos típicos se caracteriza de acuerdo a la ubicación geográfica, entonces los platos se preparan sobre la base de carne y papa, de la cual salen una serie de derivados. El chuño chaqque es un plato de chuño molido en batan, combinado con tripas de cordero, un plato muy nutritivo, a la vez exquisito. Por otra parte, se prepara el asado de carne (conocido como lechón de cordero), que se prepara con un sabor natural único de la zona, dicho plato se prepara en festividades y tradiciones costumbristas. Otro plato típico es el thimpu, plato a base de carne, papa y chuño.